# فرانک کراون
فرانک کراون (انگلیسی: Frank Craven؛ ۲۴ اوت ۱۸۸۱ – ۱ سپتامبر ۱۹۴۵) یک هنرپیشه اهل ایالات متحده آمریکا بود.
از فیلم‌ها یا برنامه‌های تلویزیونی که وی در آن نقش داشته است می‌توان به شکوفه‌هایی در برادوی، دختر شهر کوچک، کمدی انسانی، شهر ما، پیتسبرگ، جک لندن اشاره کرد.